# 河本昭人
河本 昭人（かわもと あきひと）は、日本の元アマチュア野球選手（投手）。

## 経歴・人物
山口県周防大島出身。久賀高等学校では2年次に野球部が軟式から硬式となった。卒業後に、電電中国に入社し、そこで4年プレーし、全国舞台での活躍を目指して河合楽器に移籍し、補強選手も含めて都市対抗野球大会への出場を果たした。その後、河合楽器で2年間プレーした後に、本田技研に移籍し、1967年のドラフト会議でサンケイアトムズから15位指名を受けたが、入団を拒否しチームに残留。
1974年の都市対抗野球では、日産自動車の補強選手として出場し、10年連続出場選手にも選ばれた。都市対抗には通算12回出場。
1973年から3年間選手兼任監督を務めて、社業を経て、1982年に本田技研の監督に復帰し、1985年の第12回社会人野球日本選手権大会ではチームを初優勝に導いた。